# Piper PA-11 Cub Special
O Piper PA-11 Cub Special é uma variante de produção posterior do J-3 Cub fabricado pela Piper Aircraft.

## Projeto e desenvolvimento
O PA-11 é um monoplano com cabine de asa alta reforçada e trem de pouso com roda traseira. A cabine fechada possui dois assentos tandem. Os primeiros PA-11s tinham um motor Continental A65-8, enquanto os posteriores tinham a opção de um Continental C90-8.
O PA-11 foi baseado no J-3 anterior, mas com um motor com capô, com o pára-brisa inclinado em um ângulo mais raso; a capota do motor totalmente fechada (como no J-5 anterior) e o tanque de combustível colocado na raiz da asa de bombordo. Ambos os assentos foram ligeiramente recuados, e o vôo solo geralmente era feito no assento dianteiro.
O protótipo e dois modelos de pré-produção subsequentes foram construídos usando uma fuselagem J-3 modificada e asas. O protótipo voou pela primeira vez em agosto de 1946, seguido pelas duas aeronaves em pré-produção mais tarde em 1946.

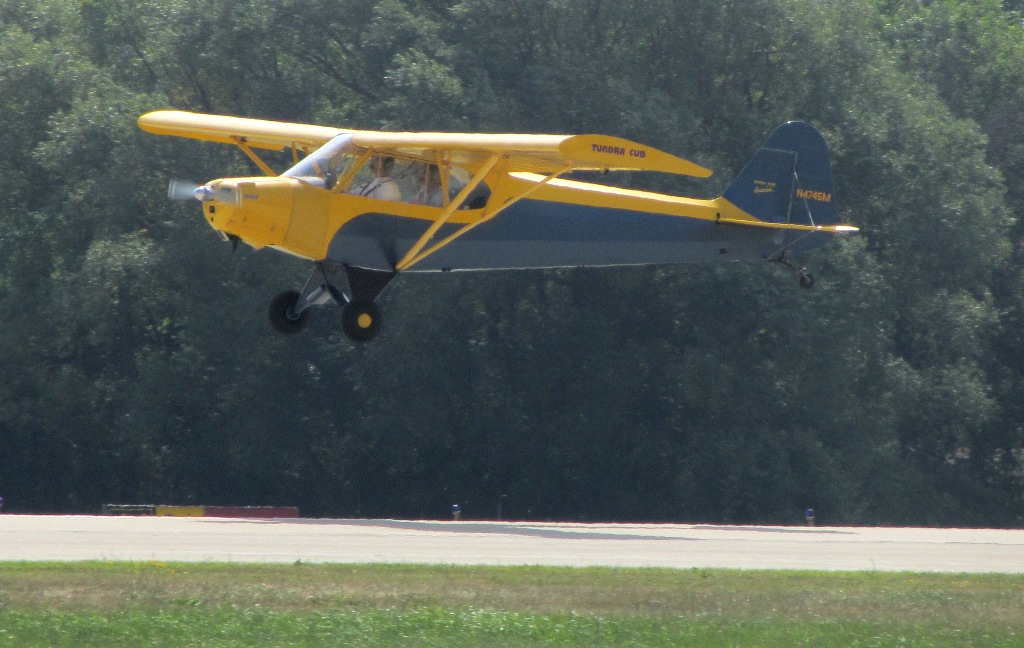
Um PA-11 pousando.

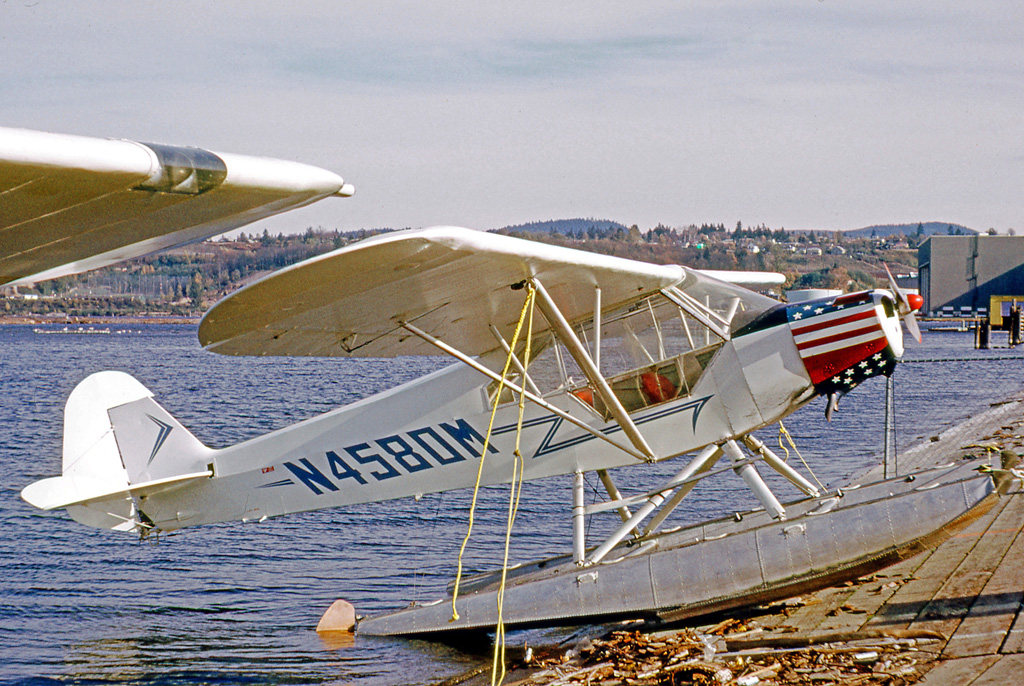
Um PA-11S com flutuadores em Renton em 1973.

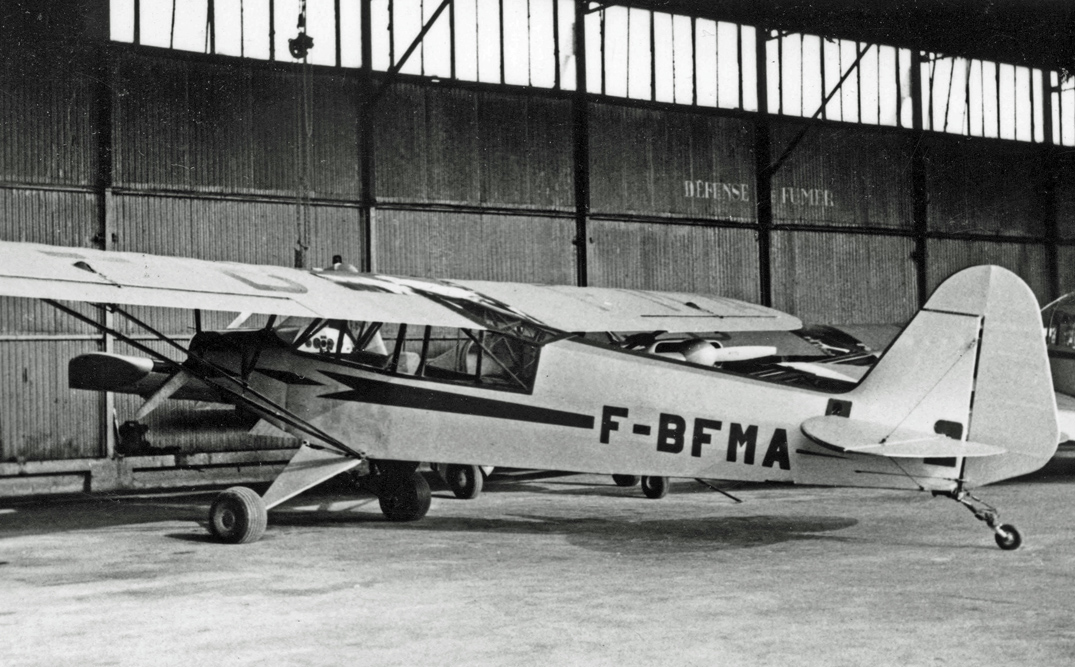
Um PA-11 Cub Special no aeroporto Chelles perto de Paris em Junho de 1967.

A primeira aeronave de produção foi concluída em Lock Haven em março de 1947 e a produção continuou em Lock Haven até setembro de 1949. Uma segunda linha de produção foi estabelecida em Ponca City entre setembro de 1947 e janeiro de 1948.
Nos primeiros PA-11s, a fuselagem era pintada com um azul metálico na metade inferior, sendo o restante amarelo Lock Haven. Os PA-11 posteriores eram todos amarelos com uma faixa marrom simples.
O PA-11 também formou a base para a próxima evolução da série Cub, o PA-18 Super Cub, que compartilha muitos recursos.

## Modificações
Um pequeno número de PA-11s foi modificado para usar um trem de pouso triciclo.
O PA-11 foi uma das primeiras aeronaves a ser usada pela Piper para experimentos com a configuração da roda do nariz (também conhecida como trem de pouso triciclo). Embora seu design original tenha a intenção de ser um trem de pouso convencional com roda na cauda, uma modificação foi criada para montar uma roda do nariz.
Vários Cub Specials foram convertidos para operação de vôo usando flutuadores.

## Variantes
PA-11Aeronave leve de dois lugares, movida por um motor Continental A65-8, de 65hp (48 kW) ou um motor Continental C90, de 95 hp (100 kW).
PA-11SVariante com dois flutuadores EDO 1400.
L-18BDesignação militar do PA-11 Cub Special, movido por um motor Continental C90-8F, de 95hp (71 kW), 105 construídos e entregue na Turquia, no âmbito do "Military Assistance Program".

## Operadores
- Israel
  - Força Aérea Israelense
- Turquia

## Especificações (PA-11 com motor Continental de 90 hp)
Dados de: Peperell, Roger
Descrições gerais
- Tripulação: 1 piloto
- Capacidade: 1 passageiro
- Comprimento: 6,80 m (22 ft)
- Envergadura: 10,70 m (35 ft)
- Altura: 2,03 m (6,7 ft)
- Área alar: 16,58 m² (178 ft²)
- Peso vazio: 340 kg (750 lb)
- Peso bruto (carregado): 553 kg (1 220 lb)
- Capacidade de combustível: 45 l (11,9 US-gal)

Motorização
- Número de motores: 1x
- Tipo do motor: Continental C90-8, de 90 hp (67,1 kW)
- Descrição do propulsor/hélice: Hélice de madeira de passo fixo Sensenich de 2 pás, 6 pés 0 pol. (1,83 m) de diâmetro

Performance
- Velocidade máxima: 97 km/h (60,3 mph)
- Velocidade de cruzeiro (Mach): 87 Ma
- Alcance: 567 km (352 mi)
- Tecto de serviço: 4 880 m (16 000 ft)